# 302 (samolot)
302/302P – radziecki prototypowy myśliwiec przechwytujący napędzany silnikiem rakietowym na ciekły materiał pędny.

## Historia

### Geneza
Już na początku lat 30. XX wieku w Związku Radzieckim rozpoczęto prace nad konstrukcjami latającymi napędzanymi silnikami rakietowymi na ciekły materiał pędny. W 1931 roku tego typu prace zainicjowano w Grupie Badań Ruchu Odrzutowego (Gruppa Izuczenija Rieaktiwnogo Dwiżenija) w Moskwie. Początkowo do testów nowego rodzaju napędu przeznaczono szybowce. Ówczesne silniki rakietowe nie były na tyle dopracowane aby można było je zastosować na szerszą skalę. Były zawodne, ich niestabilna praca uniemożliwiała pełną kontrolę lotu samolotu napędzanego silnikiem rakietowym, materiały używane do ich budowy nie wytrzymywały ekstremalnych warunków pracy. Z tego też powodu zamiast na budowie aparatów napędzanych silnikami rakietowymi skupiono się na budowie efektywnych i w pełni kontrolowanych jednostek napędowych. W 1932 roku podobne pracę rozpoczęto w Laboratorium Gazodynamicznym w Leningradzie. Tym razem jednak próbowano zaadaptować silniki rakietowe na ciekły materiał pędny do roli przyspieszaczy przeznaczonych do krótkotrwałego zwiększenia prędkości wznoszenia tłokowych, dwupłatowych samolotów I-4. Jesienią 1933 roku wysiłki obydwu ośrodków zostały połączone poprzez stworzenie na ich bazie Naukowo-Badawczego Instytutu Rakietowego (Rieaktiwnyj nauczno-issledowatielskij institut). 
Pierwszym projektem nowego instytutu był samolot przeznaczony do lotów stratosferycznych oznaczony jako RP-218. Miała być to maszyna zdolna wznieść się na wysokość 25 000 metrów, latać z prędkością 800 – 900 km, a długość samego lotu z pracującym silnikiem miała wynosić około 6,5 minuty. Samolot miał być napędzany trzema silnikami rakietowymi na ciekły materiał pędny ORD-300-2 (ORM-70) o ciągu 300 kG każdy. Rozpatrywana dwa warianty startu RP-218. W pierwszym z nich zakładano start z ziemi z wykorzystaniem prochowych przyspieszaczy startowych. W takim wariancie samolot byłby zdolny do lotu na wysokość rzędu 13 000 – 16 000 metrów. W drugim wariancie zakładano wyniesienie samolotu na wysokość 8000 – 10 000 przez ciężki bombowiec TB-3 i dopiero na tej wysokości, po odłączeniu, uruchomienie silników rakietowych. W celu przeprowadzenia testów praktycznych wybudowano szybowiec oznaczony jako RP-218-1 (a od wiosny 1938 roku RP-318-1). Była to konstrukcja oparta na dwumiejscowym szybowcu SK-9. Od 16 grudnia 1937 przez kolejne dwa miesiące przeprowadzono naziemne próby szybowca napędzanego rakietowym silnikiem na ciekły materiał pędny ORM-65. Wyniki prób były bardzo zachęcające, silnik pracował poprawnie i stabilnie. Fala terroru, jaka dotknęła Związek Radziecki, nie oszczędziła jednak konstruktorów pracujących przy projekcie. Dalsze prace nad RP-318-1 znalazły się w gestii Oddziału Konstrukcji Specjalnych Zakładu Nr 1. Badania wznowiono w 1939 roku, tym razem instalując silnik RDA-1-150 o ciągu 140 kG, który był rozwinięciem ORM-65. Tak zmodyfikowany szybowiec, po testach silnika na ziemi, wzniósł się po raz pierwszy w powietrze 28 lutego 1940 roku. Aparat został wyniesiony w powietrze przez samolot holujący R-5. Pomyślnie uruchomiono silnik a cały lot z pracującą jednostką napędową trwał 110 sekund. Przeprowadzono jeszcze dwa pomyślne loty.

### Projekt
12 lipca 1940 roku Komitet Obrony przy Radzie Komisarzy Ludowych ZSRR przyjął postanowienie o budowie pierwszych radzieckich samolotów z napędem odrzutowym. Wśród wymienionych w postanowieniu postulatów znalazł się akapit mówiący o zastosowaniu silników rakietowych dużej mocy do napędu bardzo szybkich samolotów zdolnych do lotów stratosferycznych. Praktyczną stroną tych postulatów miała być budowa przechwytującego samolotu myśliwskiego. Miała być to maszyna, której głównym zadaniem byłaby obrona punktowych celów. Krótki czas pracy jednostki napędowej uniemożliwiał zastosowanie tego typu silnika w klasycznych myśliwcach jako głównego napędu. Jednak duże przyspieszenia gwarantujące uzyskanie w krótkim czasie dużej wysokości lotu i duża prędkość nadawały się idealnie do budowy samolotu, który dyżurując w pobliżu ochranianego obiektu byłby zdolny do szybkiego przechwycenia nadlatującego nieprzyjaciela, zestrzelenia go ogniem działek i lądowania z niepracującym już silnikiem, jak klasyczny szybowiec. Prace projektowe nad nową maszyną rozpoczęto w Naukowo-Badawczym Instytucie Rakietowym pod kierunkiem Michaiła Tichonrawowa. Nowa maszyna oznaczona numerem 302 miała być wolnonośnym dolnopłatem napędzanym dwoma rodzajami silników. W tyle kadłuba zamierzano zamontować silnik rakietowy na ciekły materiał pędny, a pod skrzydłami dwa silniki strumieniowe. Takie rozwiązanie pozwalało zachować główne zalety silnika rakietowego, jak również dzięki silnikom strumieniowym wydłużyć czas lotu samolotu. Do momentu wybuchu wojny w czerwcu 1941 zdołano przygotować jedynie wstępny projekt. Planowano zastosować silnik rakietowy RD-1400 o ciągu nominalnym 1100 kG i maksymalnym 1400 kG. Rolę paliwa pełnić miała nafta, a utleniacza kwas azotowy umieszczony w zbiornikach kadłubowych. Do napędu silników strumieniowych zastosowano lotniczą benzynę ze zbiorników umieszczonych w skrzydłach. Silniki strumieniowe miały wchodzić do pracy na wysokości 50 metrów przy prędkości nie mniejszej niż 260 km/h. W październiku 1941 roku instytut został ewakuowany do Swierdłowska, gdzie prace przy samolocie postępowały bardzo powoli. Głównym zadaniem instytutu była modernizacja wyrzutni rakietowych Katiusza. W lipcu 1942 roku projekt został zarekomendowany do realizacji, ale za tym postanowieniem nie poszły żadne konkretne decyzje. W końcu 1942 główny inżynier odpowiedzialny w ramach instytutu za cały projekt Andriej Kostikow spotkał się z ludowym komisarzem obrony Klimientem Woroszyłowem. Plan samolotu 302 osobiście do dalszej realizacji zatwierdził Józef Stalin. W lutym 1943 roku zorganizowane zostało doświadczalne biuro konstrukcyjne OKB-55, odpowiedzialne za realizacje projektu. Na czele biura stanął Matus Bisnowat. Okazało się, że nie ma szans na zdobycie silników strumieniowych. W tej sytuacji projekt zmodyfikowano pod kątem zastosowania tylko silnika rakietowego RD-1400, który ostatecznie otrzymał nazwę RD-2M. Tak zmodyfikowany samolot otrzymał nazwę 302P. W sierpniu 1943 roku rozpoczęto loty szybowcowe nowej maszyny bez zabudowanego silnika. Na początku 1944 roku drugi wybudowany egzemplarz już z zamontowanym silnikiem przeszedł pomyślnie próby w tunelu aerodynamicznym Centralnego Instytutu Aerohydrodynamicznego (CAGI). Niestety, w marcu 1944 roku cały program budowy samolotu został w całości anulowany. Przyczyną takiej decyzji były rozgrywki personalne w ludowym komisariacie (ministerstwie) przemysłu lotniczego, w którym mający silną pozycję Aleksander Jakowlew promował własne konstrukcje kosztem potencjalnych konkurentów.

## Konstrukcja
Samolot 302P w swoim ostatecznym kształcie był wolnonośnym dolnopłatem z klasycznym usterzeniem i metalowej konstrukcji. Skrzydła o trójkątnym obrysie i lekkim wzniosie. Trójpodporowe chowane podwozie z tylnym podparciem. Kadłub o konstrukcji półskorupowej. Ciśnieniowa, jednoosobowa kabina.

## Uzbrojenie
Samolot miał być uzbrojony w cztery działka SzWAK kalibru 20 mm z zapasem nabojów 100 sztuk na lufę. W wersji 302 przewidywano uzbrojenie do zwalczania obiektów naziemnych za pomocą ośmiu niekierowanych pocisków rakietowych RS-82 kalibru 82 mm lub RS-132 kalibru 132 mm lub dwóch bomb lotniczych o masie 125 kg każda.